# Hadsels kommun
Hadsels kommun (norska: Hadsel kommune) är en kommun i Nordland fylke i Nordnorge. Kommunen omfattar fyra större öar, Hadseløya i sin helhet (här bor 70% av invånarna), delar av Hinnøya, Langøya och Austvågøy samt ett flertal småöar.
Hadsels kommun är en del av landskapet Vesterålen som ligger norr om Lofoten och är känt för sitt vackra naturlandskap.

## Administrativ historik
Hadsels kommun bildades på 1830-talet, samtidigt med flertalet andra kommuner.
1963 överfördes inre delen av Eidsfjorden på Langøya med 1 630 invånare till Sortlands kommun.

## Tätorter
I Hadsels kommun finns tre tätorter:
- Melbu
- Sandnes
- Stokmarknes (centralort)

## Socknar
Inom Norska kyrkan motsvaras Hadsels kommun av Hadsels socken i Vesterålens prosteri i Sør-Hålogalands stift.

## Bilder

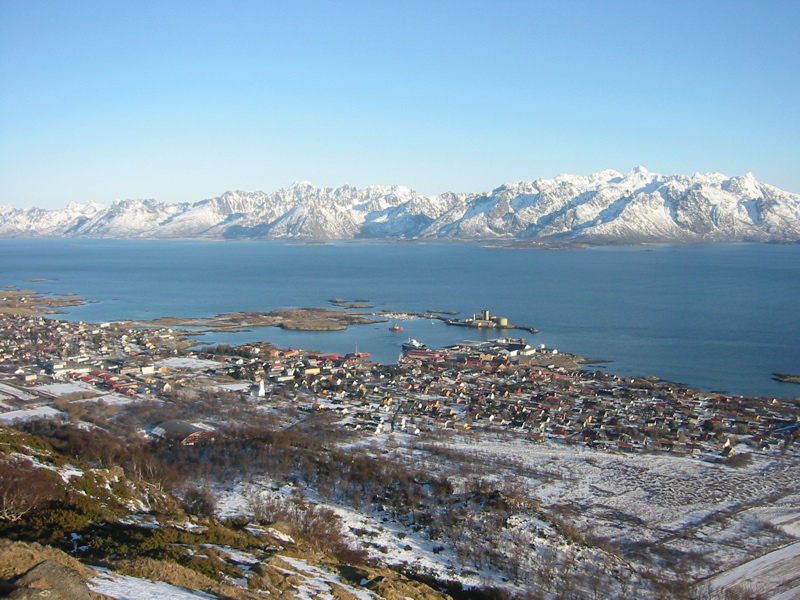
Melbu.
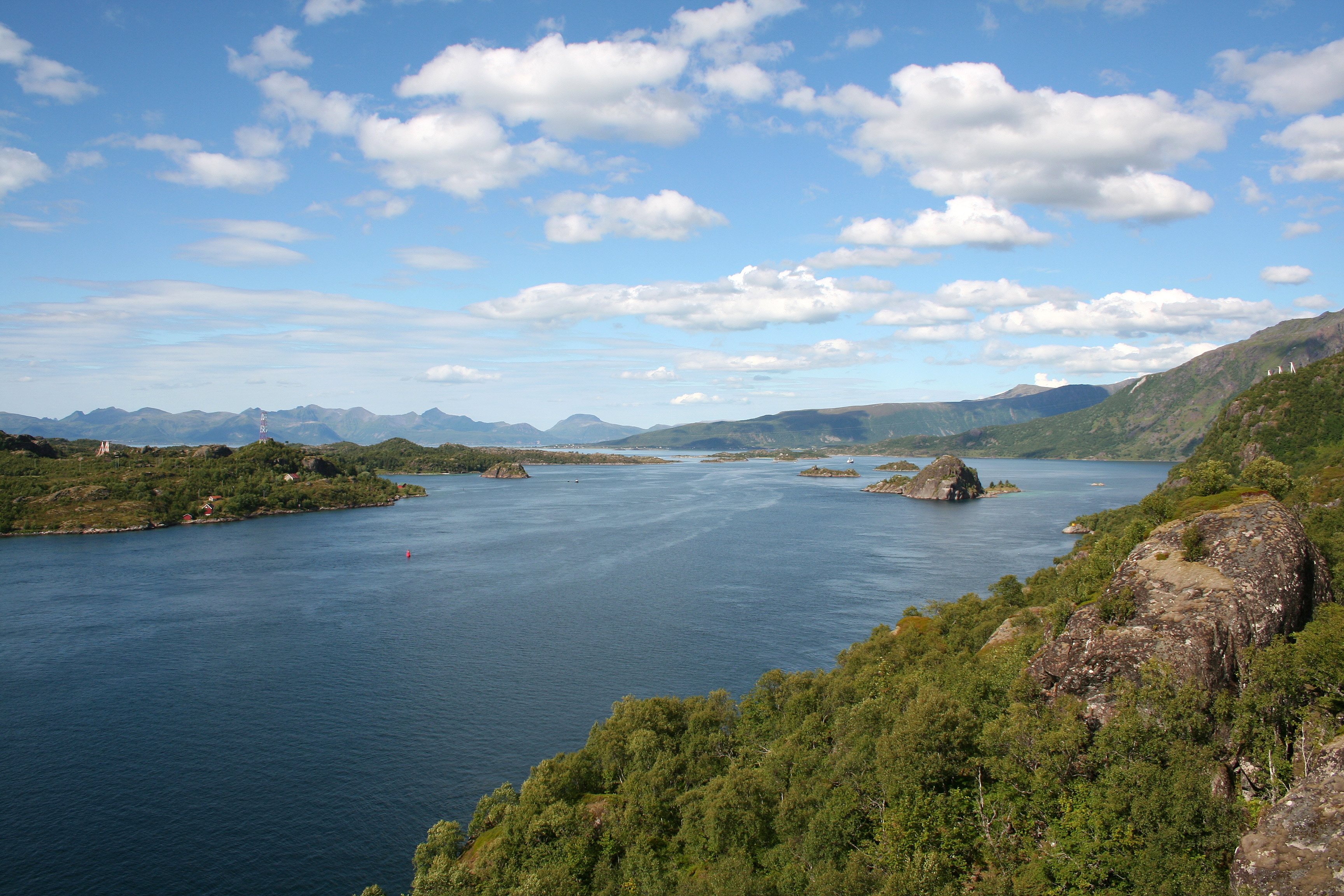
Raftsundet.